# Мілєєв Дмитро Васильович
Мілєєв Дмитро Васильович (рос. Милеев Дмитрий Васильевич, нар.22 серпня 1878 — †19 липня 1914 р., Київ) — російський архітектор-реставратор, археолог, мистецтвознавець; піонер наукової реставрації пам'яток архітектури в Російській імперії. Член Київського товариства охорони пам'ятників старовини та мистецтва.

## Життєпис
Народився в Симбірській губернії.
У 1898 році вступив на архітектурне відділення Вищого художнього училища при Імператорській Академії мистецтв, яке закінчив, і 27 березня 1906 р. отримав кваліфікацію спеціаліста як художник-архітектор за проект «Катедральний собор для губернського міста» (рос. Кафедральный собор для губернского города).
Від 1908 р. — був співробітником Імператорської Археологічної комісії та членом Російського археологічного товариства. Його замальовки пам'яток старовини розцінюються як блискучі зразки архітектурної графіки.
Зробив обміри та фотофіксацію (близько 6000 негативів) безлічі дерев'яних храмів російської Півночі, вперше ввів деякі з них в науковий обіг. Оскільки частина пам'яток до теперішнього часу втрачена, скласти уявлення про їх вигляд тепер можна тільки завдяки дослідженням Мілєєва.
Під час відвідування царською сім'єю м. Костроми показував Миколі II собор Іпатіївського монастиря. На основі досліджень Мілєєва академік Покришкін П. П. врятував від обвалу дзвіницю Успенської церкви на Бору в м. Архангельську. Разом із Арістовим М. М. спроектував церкву при подвір'ї Калязинського Олександро-Невського монастиря на Мартиновській вулиці (нині вулиця Ольги Берггольц у м. Санкт-Петербург).
У 1913 р. читав лекції курсу «Російське дерев'яне зодчество» у школі Товариства заохочення мистецтв і на жіночих архітектурних курсах у м. Санкт-Петербурзі.
В останній рік життя займався розкопками Десятинної церкви в Києві; раптово помер від висипного тифу у віці 35 років, під час літніх розкопок у с. Межигір'я Київського повіту Київської губернії. У некрологах передчасна смерть Мілєєва відзначалася як велика втрата для російської художньої культури, бо його наукові праці «мали високе культурне значення, а не були роботами повсякденності, прийнятими з метою створення собі клієнтури».

## Праці
- (рос.)«Древние полы в Киевском соборе Св. Софии». СПб. 1911 г. Отд. оттиск из «Сборника в честь графа А. А. Бобринского».

## Географія діяльності
- Київ, розкопки Десятинної церкви, будинку князів Трубецьких, Сел. банку (нині це київський центральний телеграф), Софійського митрополичого дому, у вівтарі Софійського собору — у період 1908—1914 рр.[4]
- Архангельська губернія: Микильсько-Корельський монастир, Елгомський цвинтар (1911 р.), перенесення дерев'яної дзвіниці в Нижній Чухчермі, перенесення Іжемського храму 1679 року (на березі Білого моря)
- Архангельськ: Церква Успіння на Бору (випрямлення крену дзвіниці в 1911 р.)
- Вологодська губернія: Петропавлівська церква 1698 року в селі Пучуга Вологодської губернії. У 1907 р. здійснено перенесення й перебирання дерев'яного храму.
- Кострома: керував реставрацією в церкві Воскресіння на Дебрі, в Іпатіївському монастирі дзвіниця та Троїцький собор у 1912—1913 рр.[4]
- Нижньогородська губернія: Троїцький собор Троїце-Макарієво-Жовтоводського монастиря.

| Доричний ордер | Це незавершена стаття про архітектора чи архітекторку. Ви можете допомогти проєкту, виправивши або дописавши її. |